# 赖纳·赫夫特
赖纳·赫夫特（德語：Rainer Höft，1956年4月3日—），德国男子手球运动员。他曾代表东德参加1980年夏季奥林匹克运动会手球比赛，获得一枚金牌，他在比赛期间共进球四次。